# Roberto Maria Radice
Roberto Maria Radice (ur. 14 lipca 1938 w Mediolanie, zm. 7 stycznia 2012 tamże) – włoski przedsiębiorca i polityk, parlamentarzysta, w latach 1994–1995 minister robót publicznych.

## Życiorys
Z wykształcenia prawnik, absolwent Uniwersytetu w Mediolanie. Prowadził własną działalność gospodarczą, był właścicielem przedsiębiorstwa Sessa Marine produkującego łodzie motorowe. Zaangażował się w działalność polityczną w ramach Forza Italia. W latach 1994–1996 zasiadał z ramienia tej partii w Senacie. Od maja 1994 do stycznia 1995 był ministrem robót publicznych w rządzie Silvia Berlusconiego. W latach 1996–2001 sprawował mandat posła do Izby Deputowanych XIII kadencji. Pełnił później funkcje przewodniczącego CONFAPI, konfederacji skupiającej małych i średnich przedsiębiorców, a także prezesa państwowej spółki Consip.